# Fredrik Ahlstedt

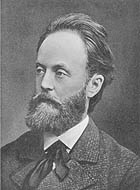
Fredrik Ahlstedt

Fredrik August Ahlstedt, född 24 april 1839 i Åbo, död 19 augusti 1901 i Pargas, var en finländsk konstnär. Han målade landskapsmotiv och porträtt i en idealiserande stil som låg nära Düsseldorfskolans.

## Biografi

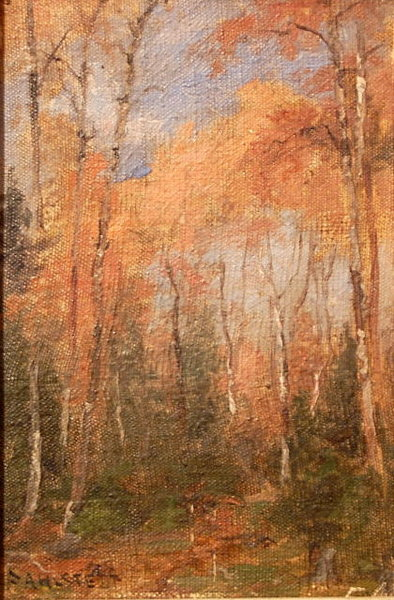
Höst, oljemålning av Fredrik Ahlstedt

Ahlstedt var son till assessor August Leonard Ahlstedt och Jakobina Fredrika Palander. Han studerade konst i Åbo för R.W. Ekman, vid Konstakademien i Stockholm 1866-1868 och i Düsseldorf 1869-1870. Han var gift med konstnären Nina Ahlstedt och båda är förknippade med kretsen runt målaren Victor Westerholm och den konstnärkoloni som fanns i Önningeby på Åland från 1886 till 1914. Paret var bland de första konstnärerna som anslöt sig till kolonin.
Ahlstedt var också lärare och rektor vid Finska Konstföreningens ritskola i Helsingfors 1876–1893 och lärare i konst vid Helsingfors universitets ritsal 1892–1901.

## Exempel på verk
- Teckning (1881) Ateneum
- Manlig modellfigur (målning 1868) Ateneum
- Manlig nakenmodell (målning 1867) Ateneum
- Manshuvud i bredskyggig hatt (teckning 1868) Ateneum
- Matti på sveden (målning 1893) Ateneum
- Porträtt av arkitekten Theodor Decker (målning 1900) Ateneum
- Porträtt av C.E.Sjöstrand (teckning, odaterad) Ateneum
- Porträtt av Gustaf Wilhelm Finnberg (målning 1876) Ateneum
- Porträtt av Karl Emanuel Jansson (målning 1879) Ateneum
- Porträtt av Nils Henrik Pinello (målning 1875) Ateneum
- Rast under skörden (målning 1884) Ateneum
- Porträtt av vaktmästaren vid Finska konstföreningens ritskola (teckning 1862) Ateneum
- Vinterkväll med månuppgång (målning, odaterad) Ateneum
- Utsikt vid Aurejärvi i Kuru kapell (målning 1872?) Ateneum
- Vinterlandskap (målning 1880) Ateneum